# Villa Kraus

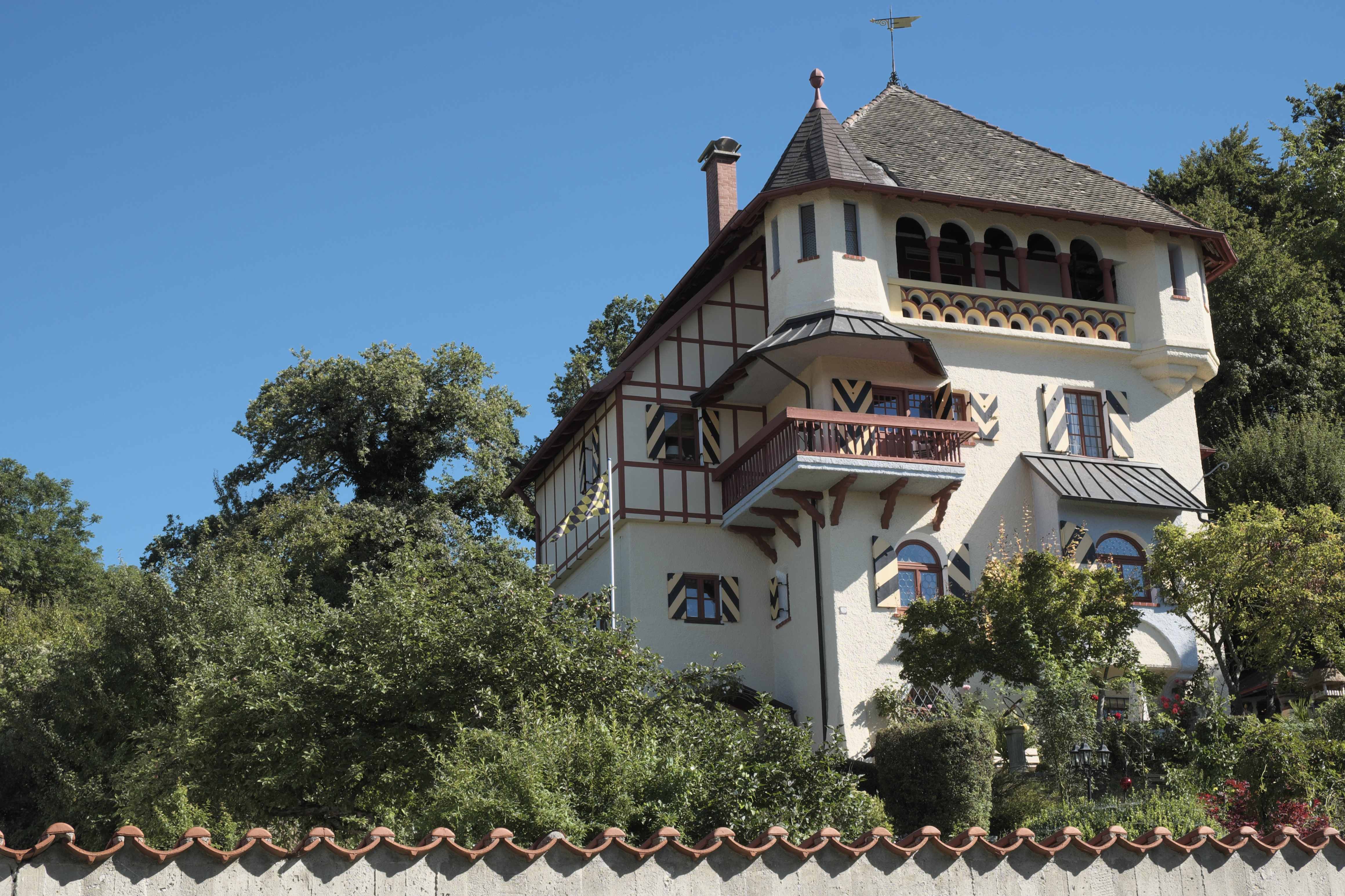
Villa Kraus in Walchstadt

Die Villa Kraus in Walchstadt, einem Gemeindeteil von Wörthsee im oberbayerischen Landkreis Starnberg, wurde 1901 errichtet. Die Villa an der Wörthseestraße 5, gegenüber der katholischen Filialkirche St. Martin, ist ein geschütztes Baudenkmal.
Die burgartige Villa mit Walmdach, Erkern, Balkonen und Loggia hoch über dem Wörthsee wurde von dem Münchner Ingenieur und Baumeister Max Kraus, Architekt des Müllerschen Volksbads, 1901 für sich selbst erbaut und bezogen. 
Ab 1962 wohnte die Familie des Musikers Gustav Kaleve in der Villa.